# Lemba (tribu)
Los lemba o los lembaa, wa-Remba, Mwenye son un grupo étnico bantú, nativos de Zimbabue y Sudáfrica con pequeñas ramificaciones en Mozambique y Malaui, que aseguran ser descendientes de los israelitas, Los análisis del cromosoma Y del ADN establecieron un origen en Oriente Medio para una parte de la población lemba masculina. El haplogrupo J1c3 o haplotipo modal Cohen, un indicador de ascendencia judía, se ha encontrado entre los hombres líderes de un clan en tasas aún más altas que la población judía en general. Hablan las lenguas bantúes por sus vecinos geográficos y con semejanza física, pero tienen algunas prácticas religiosas muy parecidas al judaísmo y al islam, que han sido transmitidas por tradiciones orales.
El nombre "Lemba" puede originarse de chilemba, una palabra suajili para turbante usado por algunas gentes bantú o lemba, una palabra bantú en el sentido de que "no son africanos" o "extranjeros respetables". Magdel le Roux dice que el nombre VaRemb puede ser traducido como "la gente que niega, probablemente en el contexto de "no comer con otros" (de acuerdo a una de sus entrevistas). En Zimbabue y Sudáfrica, la población prefiere usar el nombre de Mwenye.

## Población
Se estima que ronda los 70 000 individuos, pudiendo ser más. Aunque hablan lenguas bantúes similares a las de sus pueblos vecinos, los lembas tienen ciertas prácticas específicas, así como sus creencias religiosas aparentan similitudes a las practicadas dentro del judaísmo, que se cree son de tradición popular, habiéndose recordado y transmitido principalmente a través de la tradición oral entre las sucesivas generaciones del pueblo lemba.

## Tradiciones de los lembas
Los lembas tienen una tradición de "pueblo migratorio". Existen pruebas que señalan su origen en la región del sur de Oriente Medio o en el África del norte. 
Según la historia oral lemba, sus antepasados eran judíos provenientes de un lugar llamado Sena hace cientos de años, que luego se establecieron en cierta región del África oriental. 
De acuerdo con los resultados del investigador británico Tudor Parfitt, la localización de Sena estaba más que probablemente en Yemen. Otra posibilidad es que Sena se refiriera al puerto portugués fundado a orillas del río Zambezi a fines del siglo XVI por "cristianos nuevos" (judíos conversos) de Portugal. La historia cree que estos, al ser víctimas de las persecuciones de la "Santa Inquisición", fueron a parar a ultramar intentando escapar de las persecuciones de ésta contra los judíos sefardíes de España y Portugal. Puesto que el puerto de la ciudad de Sena fue usado por los antiguos clanes yemeníes para sus tratos comerciales, y que incluso en la colonia pudieron ser perseguidos, es posible que un grupo de ellos hubiera podido emigrar a su actual localización a través de los contactos comerciales con los que negociaban, tras ser posiblemente hallados por los colonizadores españoles y portugueses adeptos a la Inquisición en dichas latitudes.[cita requerida]
Es probable que mucha gente con una alta herencia genética judía pudiera haber llegado hasta allí, como se cree sucedió en países como las actuales naciones de Guinea, Congo, Angola, y hasta en el Brasil, donde el alcance de la Inquisición era menor, habiéndose mestizado los judíos de la península ibérica con las tribus locales, lo que daría a la actual población un aspecto africano, parecido al de los mulatos, pero que en su sangre conservan aún una alta herencia procedente de pueblos semitas (árabes, falachas y judíos), teoría que ha sido estudiada recientemente con intensidad. 

### Pruebas de su linaje mediante ADN
Varias pruebas genéticas apoyan y corroboran las tradiciones orales transmitidas entre sus congéneres por los lembas, quienes se originaron muy probablemente en el sur del Oriente Medio. Un estudio genético de 1996 realizado entre 49 varones lembas, sugiere que más del 50% de los cromosomas Y entre los lembas son de procedencia semítica, que los comparten con árabes y judíos.
Para trazar más específicamente el origen de este pueblo, Parfitt y otros científicos desarrollaron un amplio estudio para comparar las características genéticas entre los individuos lembas (de entre lo que ellos denominan clanes reconocidos) con el de mujeres del sur de la península arábiga, tribus bantúes de África, así como entre las de ascendencia judía askenazí y sefardí. Se encontraron entre ellas similitudes significantes entre los marcadores de las mujeres y hombres lembas y el de sus semejantes en Ḥaḍramaut en Yemen. Asimismo, descubrieron que las actuales poblaciones residentes en Yemen son realmente pueblos asentados allí en épocas recientes, no pudiendo tener ancestros que pudieran ser comunes entre ellos y los lembas.
Un estudio realizado seguidamente en el año 2000, encontró que una parte sustancial de los varones lembas portan un haplotipo particular del cromosoma Y, conocido como el haplotipo modal de Cohen (CMH), así como el del haplogrupo del haplogrupo J del ADN-Y, hallado sólo entre algunos pueblos judíos, pero también entre otras poblaciones del Medio Oriente y de la península arábiga. Los diferentes estudios genéticos han sugerido que hay de hecho grandes contribuciones de los pueblos semíticos, no de su parte femenina, a los genes de la población lemba. Esto es un undicador muy posible de que varones israelitas migraron al África oriental en tiempos antiguos y que tomaron por esposas a mujeres sobresalientes de entre las tribus nativas antes de asentarse entre las poblaciones locales, mediante la creación de nuevas comunidades.
El marcador genético CMH entre los judíos es prevalente entre los judíos Kohanim o entre los presbíteros hereditarios. Como se relata en la tradición oral de los lembas, el ancestro del clan Buba "tuvo un rol de liderazgo en la tarea de llevar a los lembas fuera de Israel" y finalmente al sur de África. Este estudio genético encontró que más del 50% de los varones del clan Buba portan el marcador Cohen en una proporción más elevada que en el común de las poblaciones de ascendencia judía. Aunque a los lembas no se les define como judíos, los resultados obtenidos mediante las pruebas genéticas confirman como reales la mayoría de los relatos de su tradición oral, como el de los ancestros varones provenientes fuera de África, y específicamente del sur de Arabia.
Más recientemente, Méndez (et al. 2011) observó una frecuencia moderadamente alta de las muestras del ADN estudiado entre las muestras aportadas por los lembas que llevaban el haplogrupo T (ADN-Y), del cual se afirma a su vez que se originó en el Oriente Medio. Los portadores de los genes Lemba T pertenecen exclusivamente al del tipo marcador T1b, el cual es muy raro y no ha sido hallado entre las poblaciones de judíos nativos del Oriente Medio o del norte de África. Se ha observado T1b en bajas frecuencias entre los búlgaros y solamente entre las poblaciones askenazíes, así como entre pocos individuos de los pueblos levantinos.
Investigaciones recientemente publicadas entre los círculos médicos del sur de África (en el South African Medical Journal) informan que en las variaciones de los cromosomas Y estudiadas entre dos grupos de individuos de la tribu lemba, uno sudafricano y otro zimbabuense (un remba), se ha hallado un origen común para ellos. Este análisis concluye que "mientras no sea posible trazar inequívocamente los orígenes no africanos de los cromosomas Y en las tribus lemba y remba, este estudio no es concluyente ni puede servir para apoyar los recientes reclamos de la herencia genética de ellos en Israel". El investigador sugiere que el parentesco genético se deba tal vez a "una fuerte conexión con los pueblos del Oriente Medio, probablemente como resultado de su actividad comercial en el Índico".

### Creencias y prácticas ligadas al judaísmo
Entre las creencias y prácticas de los lembas conectadas con el judaísmo figuran:
- Son monoteístas y llaman a su Dios, creador y omnipotente, “Nwali”. Tienen un día sagrado por semana y alaban a “Nwali” en ese día.[17] Esto se parece al sábado judío.
- Se abstienen de comer cerdo u otros alimentos prohibidos en el Antiguo Testamento. Su forma de sacrificio se parece al Shejitá judío.[18]
- Practican la circuncisión masculina (aunque también lo hacen muchos pueblos de África).